# ХК Београд
Хокејашки клуб Београд је бивши српски хокејашки клуб из Београда који се такмичио у регионалној МОЛ лиги и Хокејашкој лиги Србије. Утакмице као домаћин играо је у леденој дворани Пионир. Званичне боје клуба биле су плава и бела, док су златна и црвена пратеће.
Замишљен као државни пројекат у коме би учествовали најбољи хокејаши Србије, такмичио се само годину дана и за то кратко време постао првак Србије у сезони 2016/17.

## Историја
Хокејашки клуб Београд је основан 2016. године. Клуб је основан у циљу јачања репрезентације Србије, а за њега су требали играти најбољи српски хокејаши у регионалној МОЛ лиги.
Потврда о учешћу у регионалној лиги којом управља Хокејашки савез Мађарске уследила је почетком јула. После позитивног гласања клубова учесника (7-2 за учешће Београда), дозволу је дао и Управни одбор Мађарске хокејашке федерације. У МОЛ лиги се поред мађарских, такмиче и румунски и словачки клубови.
За клуб су наступали сви играчи који су били кандидати за сениорску и репрезентацију до 20 година. Београд је претежно био састављен од играча Партизана и Црвене звезде, српских играча који наступају у иностранству, страних хокејаша који су већ играли у домаћем првенству, као и они који би у будућности могли да наступају за Србију. Водио их шведски тренер Кристер Дреберг.
У МОЛ лиги заузео је 10 место од 11 клубова. Остварио је 11 победа и 29 пораза. У домаћем шампионату кренуо је од плеј-офа. У полуфиналу победили су Партизан са 7:0 и 8:2, а затим и финалу Црвену звезду са 7:2 и 2:1 и тако постали прваци Србије.
После само годину дана клуб је престао да се такмичи, а као један од разлога наведен је недостатак подршке навијача Партизана и Црвене звезде.

## Успеси
| Првенство Србије | Првак | 1 | 2016/17. |
| Првенство Србије | Други | 0 |          |

## Састав тима
Састав тима за такмичење у МОЛ лиги за сезону 2016/17.
| Голмани |                   |            |
| Држава  | Име               | Годиште    |
| Србија  | Арсеније Ранковић | 26.03.1992 |
| Србија  | Петар Степановић  | 01.08.1996 |
| Русија  | Алексеј Трифонов  | 21.01.1990 |

| Одбрана  |                   |            |
| Држава   | Име               | Годиште    |
| Србија   | Иван Анић         | 07.06.1996 |
| Словачка | Давид Арвај       | 15.02.1990 |
| Канада   | Доминик Црногорац | 02.06.1991 |
| Србија   | Угљеша Новаковић  | 17.03.1995 |
| Србија   | Павле Подунавац   | 15.02.1997 |
| Србија   | Роберт Сабадош    | 26.11.1989 |

| Напад     |                     |            |
| Држава    | Име                 | Годиште    |
| Србија    | Урош Бјелогрлић     | 22.04.1996 |
| Србија    | Марко Бркушанин     | 21.06.1990 |
| Србија    | Димитрије Филиповић | 01.08.1993 |
| Србија    | Иван Главоњић       | 30.01.1996 |
| Србија    | Никола Керезовић    | 12.09.1994 |
| Србија    | Петар Новаковић     | 23.08.1996 |
| Србија    | Срђан Ристић        | 24.07.1980 |
| Словачка  | Самир Салији        | 03.03.1984 |
| Словенија | Давид Сефич         | 31.12.1989 |
| Канада    | Хуго Туркот         | 01.02.1991 |
| Србија    | Лука Вукићевић      | 03.01.1988 |
| Србија    | Андреј Цвик         | 20.09.1995 |